# Mininova
Mininova var en av de största torrent-sajterna. Sajten startade i januari 2005 som ett alternativ till Suprnova. I november 2009 raderades de flesta torrentfilerna på sajten. Från början fanns alla slags torrents, men senare hade de två val, 1. att stänga ned siten eller 2. att ta bort allt upphovsrättsskyddat material. Sidan upphörde 4 april 2017.